# Malpighia infestissima
Malpighia infestissima là một loài thực vật có hoa trong họ Malpighiaceae. Loài này được Rich. ex Nied. mô tả khoa học đầu tiên năm 1899.